# Anis Chedly
Anis Chedly, né le 19 février 1981, est un judoka tunisien.

## Carrière
Anis Chedly est médaillé de bronze aux championnats d'Afrique 2000 à Alger dans la catégorie des plus de 100 kg. Aux championnats d'Afrique 2001 à Tripoli, il obtient la médaille de bronze des plus de 100 kg et la médaille d'or toutes catégories. Il est également médaillé de bronze des plus de 100 kg aux Jeux méditerranéens de 2001 à Tunis.
Aux championnats d'Afrique 2002 au Caire, il est médaillé d'argent des plus de 100 kg et médaillé d'or toutes catégories. Aux championnats d'Afrique 2004 à Tunis, il est médaillé d'argent des plus de 100 kg et médaillé de bronze toutes catégories.
Aux championnats d'Afrique 2005 à Port Elizabeth, il obtient la médaille d'or des plus de 100 kg et la médaille  de bronze toutes catégories. Il est médaillé d'argent des plus de 100 kg aux Jeux de la Francophonie de 2005 à Niamey.
Aux championnats d'Afrique 2006 à Port-Louis et aux Jeux africains de 2007 à Alger, il est médaillé d'or des plus de 100 kg et médaillé de bronze toutes catégories.
Anis Chedly est le porte-drapeau de la délégation tunisienne aux Jeux olympiques d'été de 2008 à Pékin. Lors de cette édition, il est battu en seizièmes de finale dans la catégorie des plus de 100 kg par le Français Teddy Riner.
Aux championnats d'Afrique 2008 à Agadir, il est médaillé d'or des plus de 100 kg et médaillé d'argent toutes catégories. Médaillé d'argent des plus de 100 kg aux championnats d'Afrique 2009 à Port-Louis et aux Jeux méditerranéens de 2009 à Pescara, il est médaillé d'or des plus de 100 kg et médaillé d'argent toutes catégories aux championnats d'Afrique 2010 à Yaoundé.